# Carl Grüneisen

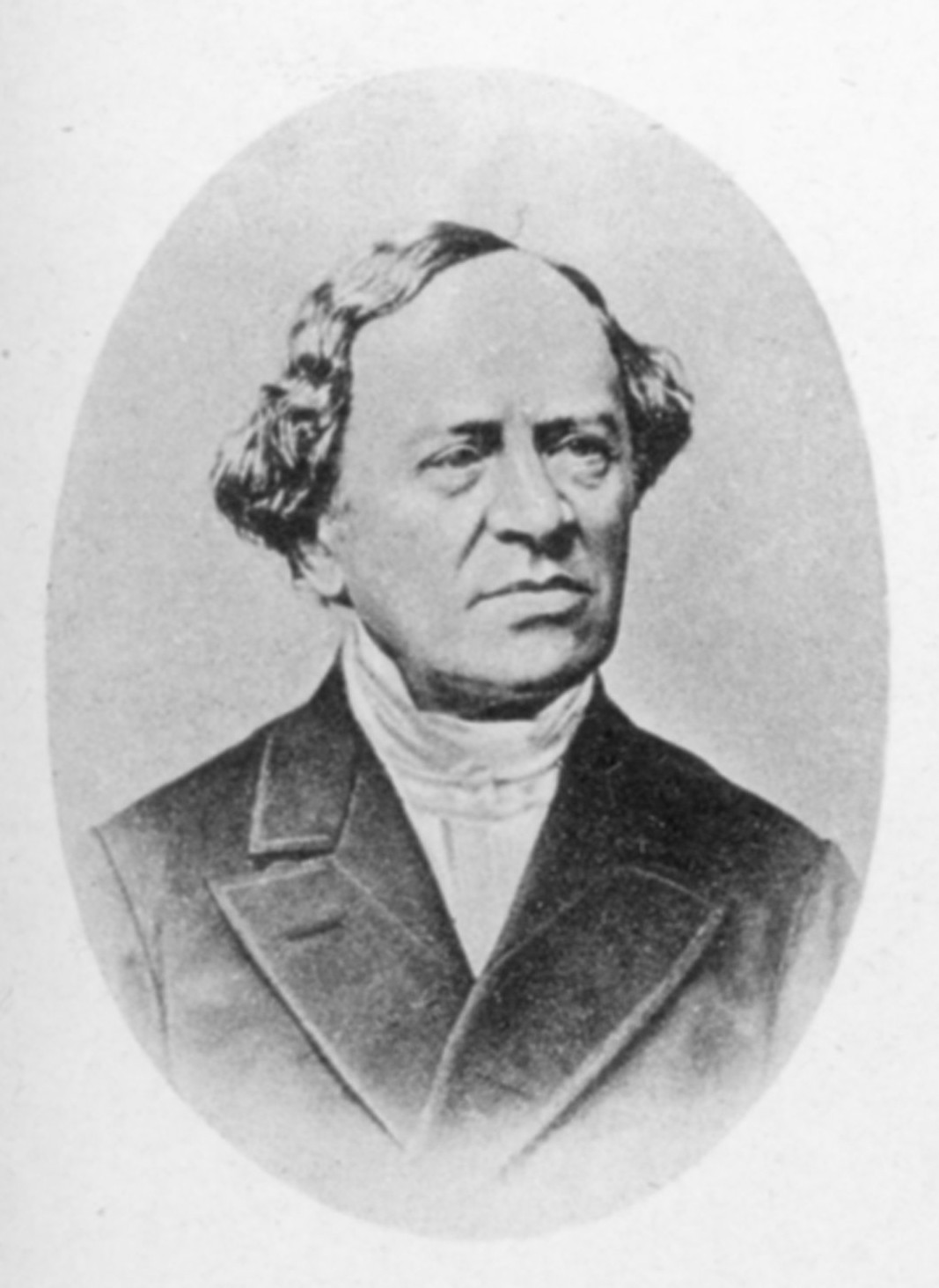
Carl Grüneisen

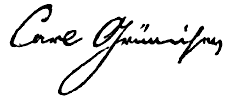

Carl Grüneisen (* 17. Januar 1802 in Stuttgart; † 26. Februar 1878 ebenda) war evangelischer Theologe, Oberhofprediger in Stuttgart, Präses der Eisenacher Kirchenkonferenz und Lieddichter. 

## Leben
Grüneisen, Sohn des als erster Herausgeber des Morgenblatts für gebildete Stände bekannten Oberregierungsrats Karl Christian Heinrich Grüneisen (gest. 1831), studierte von 1819 an in Tübingen, dann in Berlin unter Friedrich Schleiermacher Theologie, bereiste daraufhin Deutschland und Italien, wurde 1825 Hofkaplan in Stuttgart, 1835 Hofprediger und Oberkonsistorialrat in Stuttgart und starb, seit 1868 in den Ruhestand versetzt, am 26. Februar 1878.
Schon 1823 veröffentlichte er einen Band Lieder, von denen mehrere bald ins Volk übergingen. Von seinen kunsthistorischen Schriften, die sich meist im Gebiet der christlichen Kunst bewegen, sind außer mehreren im Morgenblatt und der Deutschen Vierteljahrsschrift veröffentlichten Arbeiten hervorzuheben:
- Über Bedeutung und Geschichte des Totentanzes
- Der Salomonische Tempelbau
- Über den Kunsthaß in den ersten drei Jahrhunderten der Kirche
- Über die bildliche Darstellung der Gottheit (Stuttgart 1828)
- Über das Sittliche der bildenden Kunst bei den Griechen (Leipzig  1833);
- Die altgriechische Bronze des Tuxschen Kabinetts in Tübingen (Stuttgart 1835)
- Niklaus Manuel; Leben und Werke eines Malers, Dichters, Kriegers, Staatsmanns und Reformators im 16. Jahrhundert (Stuttgart 1837)
- Ulms Kunstleben im Mittelalter (mit Eduard Mauch, Ulm 1840).

Sein Christliches Handbuch in Gebeten und Liedern (Stuttgart 1846, 7. Aufl. 1883) fand große Verbreitung.

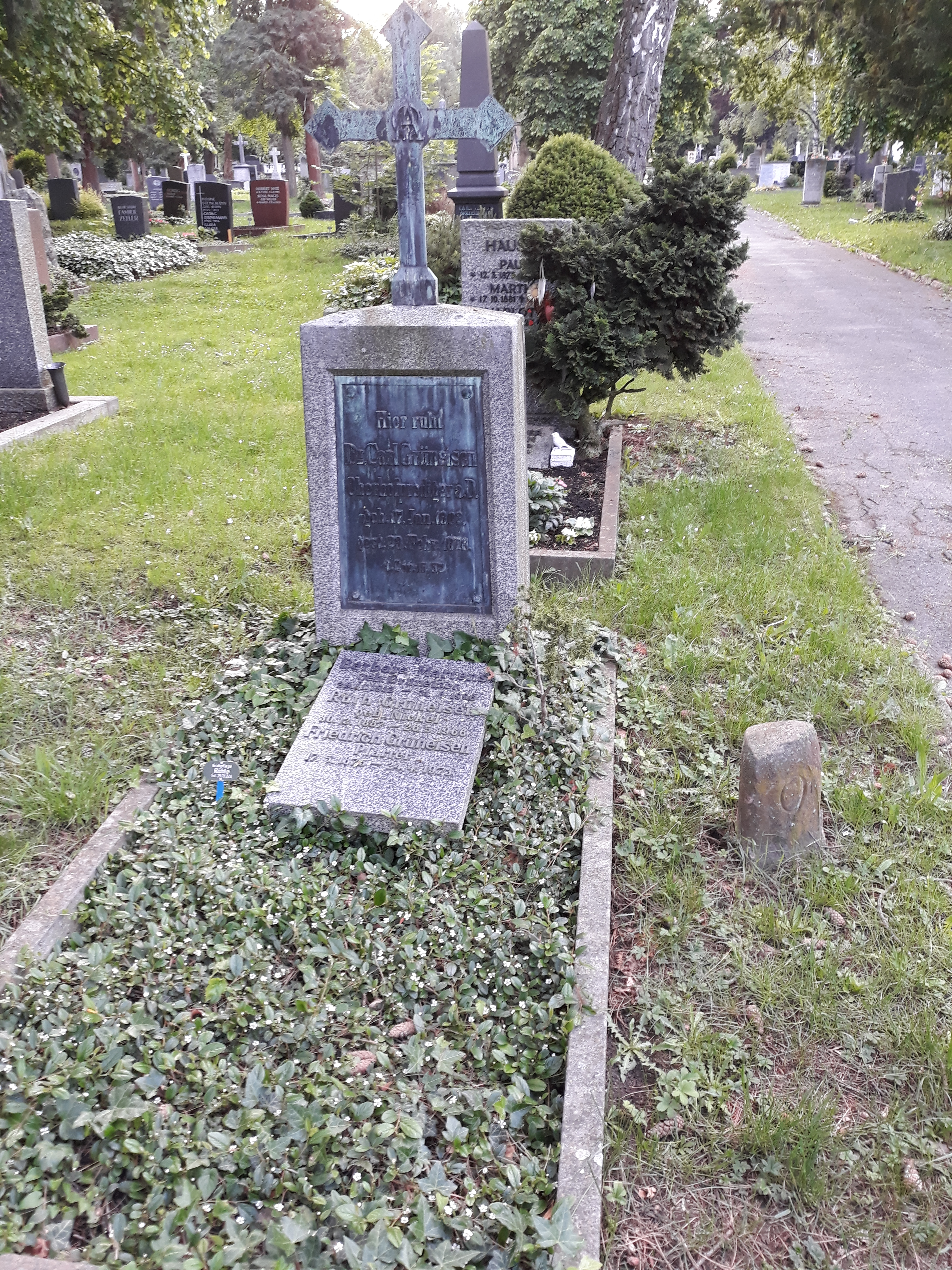
Familiengrab Carl Grüneisen, Pragfriedhof Stuttgart

Mit Carl Schnaase und Julius Schnorr von Carolsfeld war
Grüneisen Begründer und Mitherausgeber des Christlichen Kunstblatts für Kirche, Schule und Haus (Stuttgart seit 1858).